# Acauloplacella serraticollis
Acauloplacella serraticollis är en insektsart som först beskrevs av Bolívar, I. 1890.  Acauloplacella serraticollis ingår i släktet Acauloplacella och familjen vårtbitare. Inga underarter finns listade i Catalogue of Life.